# Костанайский областной русский драматический и кукольный театр
Костанайский областной русский драматический и кукольный театр им. А . М . Горького — культурно-сценическое учреждение. Создан в 1922 году. До 1936 года губернский, городской театр. В 1936 году — областной драматический театр. Образовали русские и украинские труппы. В театре ставились пьесы С.Жунусова «Ажар мен ажал» (1967), Н.Оразалиева «Шырақ жанған түн» (1982), Г.Мусрепова «Козы Корпеш — Баян сулу»(1991) и М.Ауэзова «Абай», а также пьесы зарубежных писателей. Труппа кукольного театра занимала призовые места на республиканских и международных фестивалях кукольных театров (Челябинск, 2000, Пермь, 2003).